# IC 4591
IC 4591 è una nebulosa a riflessione visibile nella costellazione dello Scorpione.
Si tratta di un sottile velo nebuloso che riflette la luce di 13 Scorpii (HD 145482), una stella azzurra sulla sequenza principale, ossia nella fase stabile del suo ciclo vitale, con una classe spettrale B2V; la sua magnitudine è 4,58 ed è quindi ben visibile anche ad occhio nudo, poco a sud del gruppo di stelle luminose costituenti la testa dello Scorpione. La nebulosa invece è rilevabile solo attraverso filtri adatti, e mostra un colore marcatamente azzurrognolo, impresso dalla luce della sua stella illuminatrice. Il gas della nube fa parte del sistema nebuloso della Nube di Rho Ophiuchi, una grande nube molecolare in cui hanno luogo fenomeni di formazione stellare. La distanza di 13 Scorpii è di circa 144 parsec (468 anni luce), simile a quella della Nube di Rho Ophiuchi.